# Мамаев, Магомед Таймазович
Магомед Таймазович Мамаев (род. 30 января 1995 год) — российский боец смешанных единоборств, представитель лёгкой весовой категории. Выступает на профессиональном уровне с 2016 года. Многократный чемпион ЮФО по ММА, двукратный призёр Кубка России Союз ММА, призёр России по рукопашному бою.

## Спортивные достижения
- Многократный чемпион ЮФО по ММА;
- Двукратный призёр Кубка России по Союзу ММА России;
- Призёр чемпионата России по рукопашному бою[1].

## Статистика ММА
| Боёв 7          | Побед 7 | Поражений 0 |
| --------------- | ------- | ----------- |
| Нокаутом        | 6       | 0           |
| Сдачей          | 0       | 0           |
| Решением        | 1       | 0           |
| Ничьи           | 0       | 0           |
| Не состоявшихся | 0       | 0           |

| Результат | Рекорд | Соперник          | Способ                                    | Турнир                                      | Дата             | Раунд | Время | Место | Примечание         |
| --------- | ------ | ----------------- | ----------------------------------------- | ------------------------------------------- | ---------------- | ----- | ----- | ----- | ------------------ |
| Победа    | 7-0    | Имам Незамиденов  | Техническим нокаутом (удары)              | Hardcore FC Hardcore MMA 9                  | 23 сентября 2021 | 1     | 1:48  |       |                    |
| Победа    | 6-0    | Константин Линник | Нокаутом (удар)                           | Battle Promotion Battle 4: Volgograd Battle | 25 октября 2019  | 1     | 1:05  |       |                    |
| Победа    | 5-0    | Марат Тохтамышев  | Решением (единогласным)                   | Tech-Krep FC Prime Selection 17             | 18 августа 2017  | 3     | 5:00  |       |                    |
| Победа    | 4-0    | Игорь Трушкин     | Техническим нокаутом (остановка углом)    | Tech-Krep FC Prime Selection 16             | 15 июня 2017     | 2     | 0:13  |       |                    |
| Победа    | 3-0    | Михаил Гогитидзе  | Техническим нокаутом (остановка доктором) | Tech-Krep FC Prime Selection 13             | 7 апреля 2017    | 1     | 0:14  |       |                    |
| Победа    | 2-0    | Валерий Грицутин  | Нокаутом (удар по корпусу)                | ACB 44 Young Eagles 12                      | 3 сентября 2016  | 1     | 1:33  |       |                    |
| Победа    | 1-0    | Джамбулат Балиев  | Техническим нокаутом (удары)              | MFT X-th Open Cup MMA Stalingrad            | 6 февраля 2016   | 1     | 2:47  |       | Дебют в проф. ММА. |